# PRIDE GRANDPRIX 2005 決勝戦
PRIDE GRANDPRIX 2005 決勝戦（プライドグランプリにせんご けっしょうせん）は、日本の総合格闘技イベント「PRIDE」の大会の一つ。2005年（平成17年）8月28日、埼玉県さいたま市のさいたまスーパーアリーナで開催された。海外PPVでの大会名は、「PRIDE Final Conflict 2005」。

## 大会概要
セミファイナルでエメリヤーエンコ・ヒョードルとミルコ・クロコップのPRIDEヘビー級タイトルマッチが実現。ヒョードルが前に圧力をかけ、ミルコに自分の試合をさせずに判定勝ちし、2度目の王座防衛に成功した。
ミドル級グランプリ準決勝ではヴァンダレイ・シウバがヒカルド・アローナと対戦するが判定で敗れ、ミドル級で初の敗北を喫した。準決勝第2試合ではシウバの同門であるマウリシオ・ショーグンがアリスター・オーフレイムと対戦、試合序盤はアリスターの独擅場となったが、1R後半にショーグンが逆転のTKO勝利を挙げた。
決勝戦ではアローナとショーグンがグランプリ優勝を賭けて対戦。ショーグンが踏みつけからの鉄槌でアローナを失神させ、優勝を果たした。

## 試合結果
第1試合 PRIDE GRANDPRIX 2005 リザーブマッチ 1R10分、2R5分
○  中村和裕 vs.  イゴール・ボブチャンチン ×
2R終了 判定3-0
※中村がリザーブ権獲得
第2試合 PRIDE GRANDPRIX 2005 準決勝 1R10分、2R5分
○  ヒカルド・アローナ vs.  ヴァンダレイ・シウバ ×
2R終了 判定3-0
※アローナが決勝進出
第3試合 PRIDE GRANDPRIX 2005 準決勝 1R10分、2R5分
○  マウリシオ・ショーグン vs.  アリスター・オーフレイム ×
1R 6:42 TKO（レフェリーストップ：マウントパンチ）
※ショーグンが決勝進出
第4試合 ヘビー級ワンマッチ 1R10分、2・3R5分
○  ファブリシオ・ヴェウドゥム vs.  ローマン・ゼンツォフ ×
1R 4:01 腕ひしぎ三角固め
第5試合 ヘビー級ワンマッチ 1R10分、2・3R5分
○  吉田秀彦 vs.  タンク・アボット ×
1R 7:12 片羽絞め
第6試合 PRIDEヘビー級タイトルマッチ 1R10分、2・3R5分
○  エメリヤーエンコ・ヒョードル vs.  ミルコ・クロコップ ×
3R終了 判定3-0
※ヒョードルが王座の2度目の防衛に成功
第7試合 PRIDE GRANDPRIX 2005 決勝戦 1R10分、2R5分
○  マウリシオ・ショーグン vs.  ヒカルド・アローナ ×
1R 2:54 KO（パウンド）
※ショーグンがグランプリ優勝